# Uzbrojenie ochronne

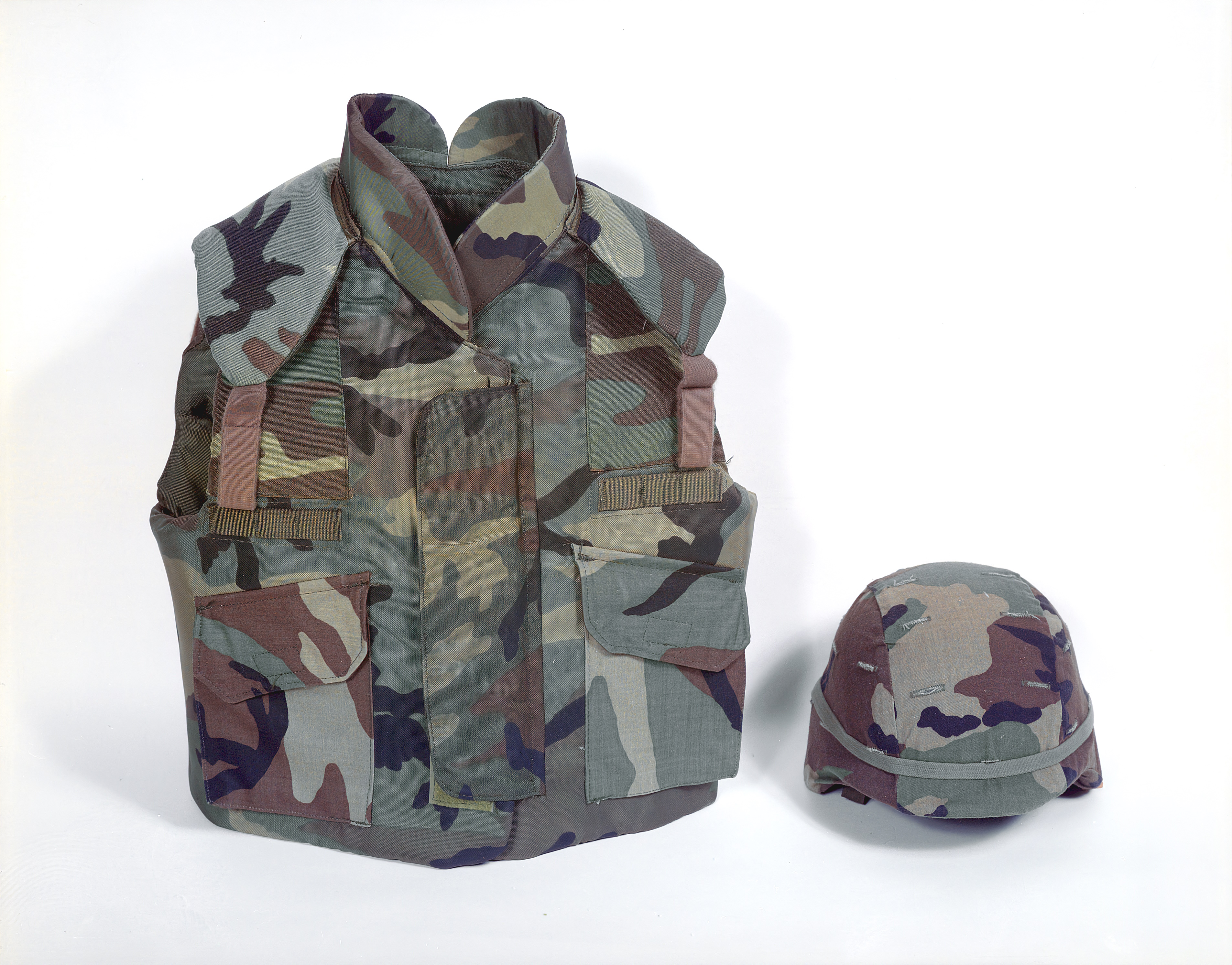
Współczesne uzbrojenie ochronne: kamizelka kuloodporna i hełm

Uzbrojenie ochronne (broń ochronna) – uzbrojenie przeznaczone do ochrony ciała użytkownika przed skutkami rażenia broni (np. uderzeniami, cięciami, postrzeleniami). 
Uzbrojenie ochronne dzieli się na:
- bezpośrednie (np. zbroje, hełmy, kamizelki kuloodporne)
- pośrednie (np. tarcze, schrony, opancerzenie wozów bojowych).

## Historia

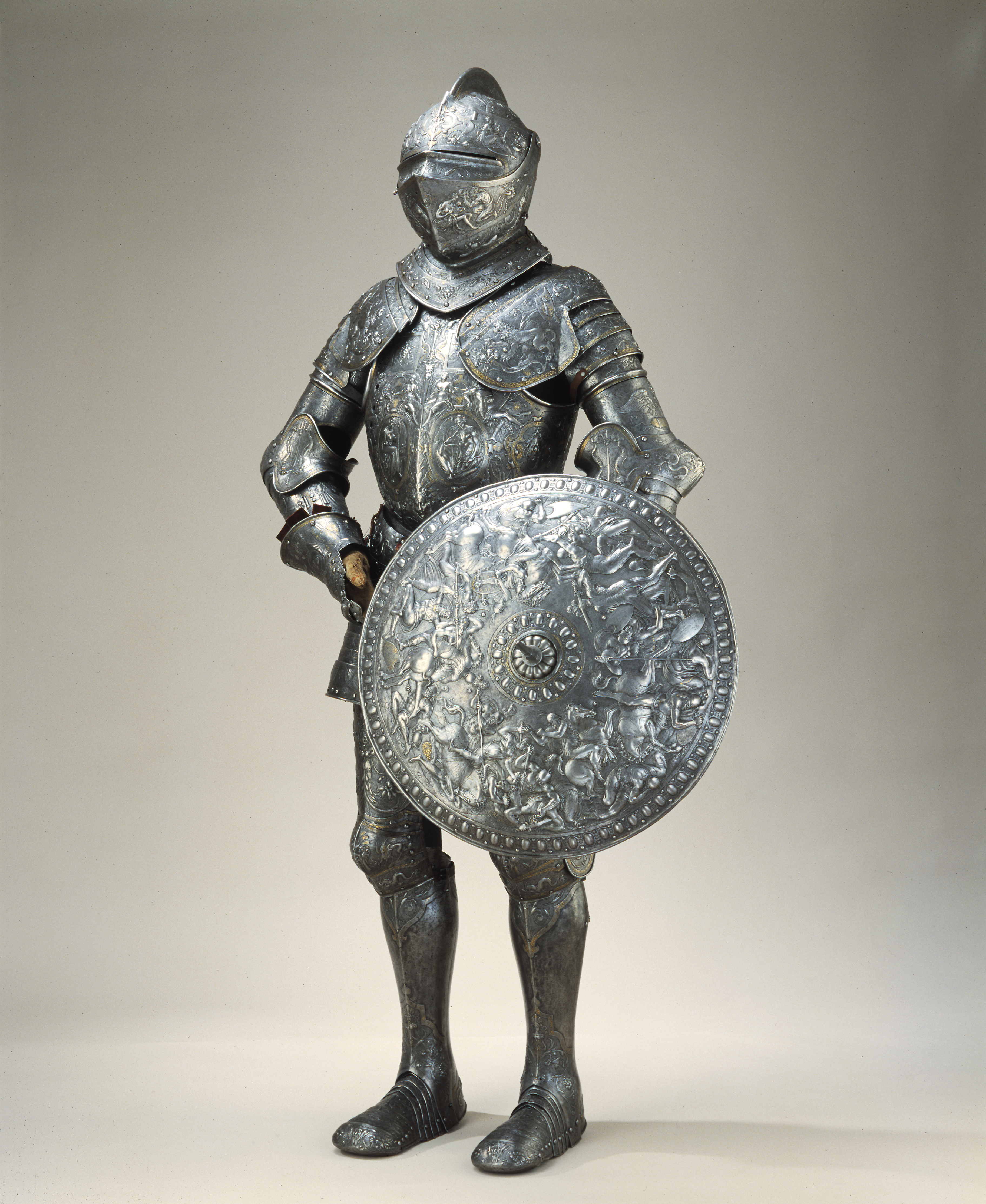
Historyczne uzbrojenie ochronne: zbroja płytowa i tarcza

W starożytności i średniowieczu uzbrojenie ochronne stanowiły przede wszystkim hełmy, tarcze i zbroje, które w szczątkowej postaci przetrwały do początku XX wieku. Podczas I wojny światowej na nowo zaczęto masowo używać hełmów, które jako podstawowe uzbrojenie ochronne nadal pozostają w użyciu. Innymi współcześnie stosowanymi przedstawicielami uzbrojenia ochronnego są kamizelki kuloodporne oraz tarcze policyjne.